# Bahnhof Eger (Ungarn)
Der Bahnhof Eger ist ein Endbahnhof in der ungarischen Stadt Eger.

## Geschichte

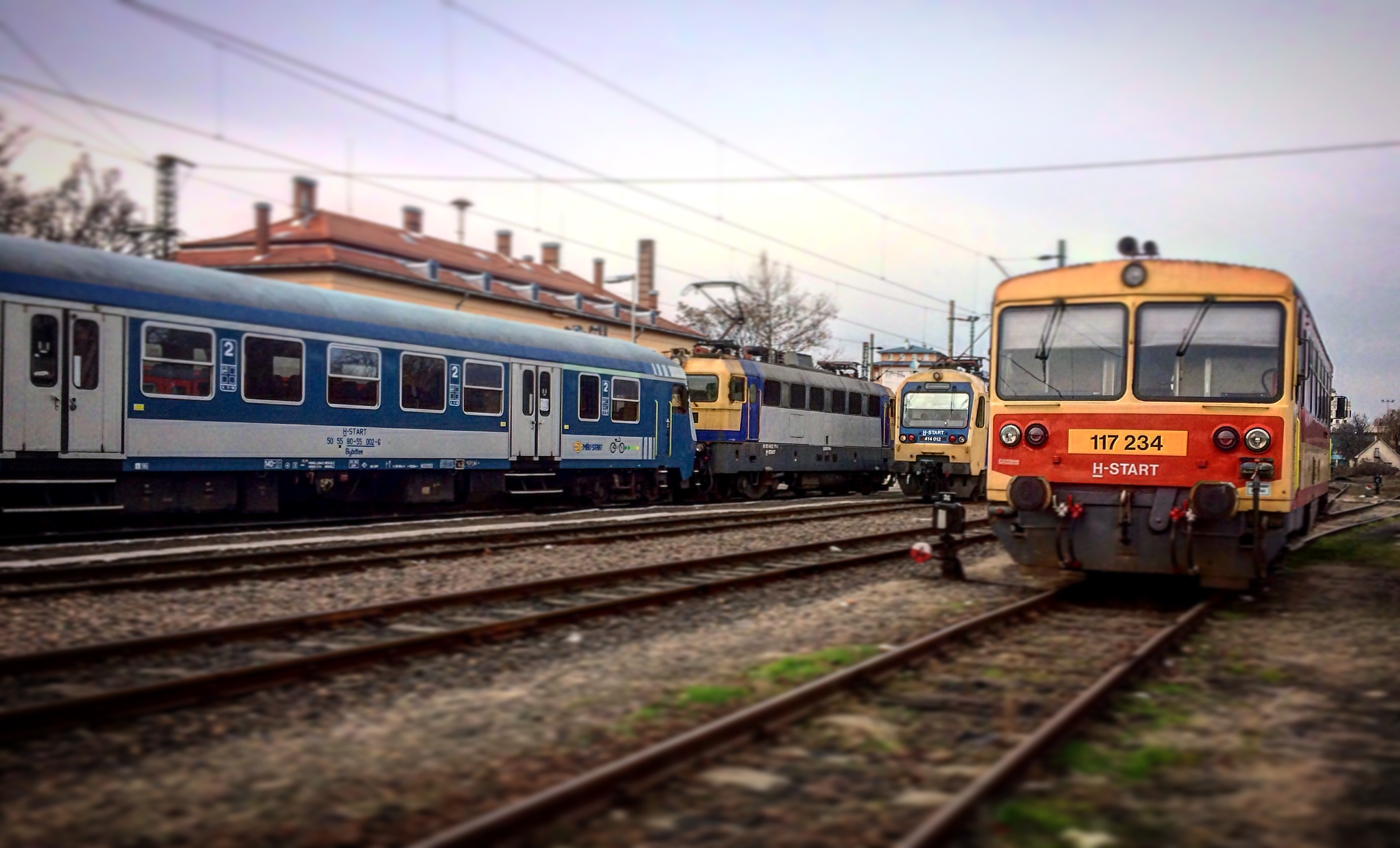
Reisezüge im Bahnhof (2016)

Der Bahnhof wurde im Jahr 1872 als Endpunkt der Bahnstrecke Füzesabony–Eger eröffnet. 1908 wurde zudem die Bahnstrecke Eger–Putnok in Betrieb genommen, für die der Bahnhof ursprünglich durch einen neuen Durchgangsbahnhof ersetzt werden sollte. 1975 wurde die Strecke Füzesabony–Eger elektrifiziert, 1985 die Elektrifizierung bis zum Bahnhof Eger-Felnémet fortgeführt. Bis 1979 gab es in Eger auch ein Bahnbetriebswerk.

## Lage
Der Bahnhof befindet sich im Süden der Stadt und etwa anderthalb Kilometer von der Burg Eger entfernt.

## Betrieb
In Richtung Füzesabony verkehren stündlich InterRégió-Züge nach Budapest-Keleti sowie zweistündlich InterRégió nach Debrecen. Auf der Strecke nach Putnok verkehren täglich vier Personenzüge nach Szilvásvárad. Im Oktober 2006 endeten während Bauarbeiten die Reisezüge an provisorischen Bahnsteigen im benachbarten Rangierbahnhof Eger-Rendező.